# Mantelgrondlibel
De mantelgrondlibel (Brachythemis fuscopalliata) is een echte libel uit de familie van de korenbouten (Libellulidae). De wetenschappelijke naam van de soort werd in 1887 als Trithemis fuscopalliata gepubliceerd door Edmond de Selys Longchamps.
De soort staat op de Rode Lijst van de IUCN als kwetsbaar, beoordelingsjaar 2006; de trend van de populatie is volgens de IUCN dalend. De mantelgrondlibel komt voor in het zuiden en oosten van Turkije, in Syrië, Israël, Irak en Iran.